# Victor Wanyama
Victor Wanyama (Nairobi, 25. lipnja 1991.) je kenijski nogometaš. Trenutno nastupa za kanadski Montréal. Od 2007. do 2021. godine nastupao je i za Keniju.

## Vanjske poveznice
- Profil na soccerway.com
- Profil na national-football-teams.com